# Barking (Suffolk)
Barking – wieś w Anglii, w hrabstwie Suffolk, w dystrykcie Mid Suffolk. Leży 13 km na północny zachód od miasta Ipswich i 106 km na północny wschód od Londynu. W 2001 miejscowość liczyła 440 mieszkańców.